# Syndrome mental d'hivernage
Le syndrome mental d'hivernage, énoncé par J. Rivolier en 1954, est un trouble psychique découlant de situations d'isolement extrême. Ce syndrome a été quasi exclusivement étudié auprès de personnes participant à des missions scientifiques dans des régions polaires (antarctique),,. 
Chez les personnes atteintes de ce syndrome, on constate des modifications du sommeil, des manifestations surtout dépressives, avec faible réactivité face à la vie en communauté, des problèmes relationnels, voire  des altérations cognitives souvent liées à la dépression, ou au stress.

## Différentes phases du syndrome mental d'hivernage
Ce syndrome comporte trois phases différentes.

### La phase d'alarme
Elle se caractérise par une confrontation à la réalité de la situation, des doutes sur le bien-fondé de la décision, des manifestations anxieuses et des idées de fuite (ex. : finalement je renonce, je refuse de me confronter à cette situation, je veux repartir).

### La phase de résistance
Ou autrement appelée phase de contestation, d’opposition, c’est l’une des réactions les plus fréquentes. Le sujet va tenter d’agir sur l’environnement social (le seul perçu comme modifiable) pour le modifier ou le contrôler. Cela peut se traduire par une situation d’agressivité, d’hostilité entrecoupée de phases anxio-dépressives. Cette contestation a pour fonction de donner à l’individu l’impression qu’il peut contrôler la situation, alors que la situation n’est pas contrôlable – condition climatique, condition sociale, condition environnementale.

### La phase d'épuisement
Ou autrement appelée phase de résignation/acceptation dans le sens où c’est une phase lors de laquelle vont s’installer des réactions d’indifférence et de passivité. L’individu admet son impuissance à vaincre ce qui l'oppresse.

## Remédiation
Il est possible de remédier à ce syndrome par le biais de thérapies cognitivo-comportementales ou par le biais d'activité de loisir qui semble être le moyen le plus efficace pour lutter contre les conséquences du stress négatif qu'engendre ce syndrome.